# یواس‌اس ال‌اس‌تی-۵۵۶
یواس‌اس ال‌اس‌تی-۵۵۶ (به انگلیسی: USS LST-556) یک کشتی بود که طول آن ۳۲۸ فوت (۱۰۰ متر) بود. این کشتی در سال ۱۹۴۴ ساخته شد.